# 2025年のサッカー
2025年のサッカーでは、2025年のサッカー関連の出来事をまとめる。

## できごと

### 1月
- 12日 - 【JFA・高体連】第33回全日本高等学校女子サッカー選手権大会決勝がノエビアスタジアム神戸で行われ、藤枝順心高校（静岡第2）が神村学園（鹿児島）を5－0で下し大会史上初の3連覇を達成し8回目の優勝[1]
- 13日 - 【JFA・高体連】第103回全国高等学校サッカー選手権大会決勝が行われ、1-1 のまま延長戦でも決着がつかず、ＰＫ戦も10人目までもつれこむ死闘の末、前橋育英（群馬）が9‐8で流通経済大柏 (千葉）下し7年ぶり2回目の優勝[2]

- 25日 - 【JFA】皇后杯 JFA 第46回全日本女子サッカー選手権大会決勝がエディオンピースウイング広島で行われ、三菱重工浦和レッズレディースとアルビレックス新潟レディース は1－1で延長戦でも決着が付かず、決勝としては2年連続のPK戦の末、浦和が新潟を5－4で下し、3大会ぶり2回目の優勝[3]。

### 2月
- 8日 - 【JFA・Jリーグ】FUJIFILM SUPER CUP2025が国立競技場で行われ、サンフレッチェ広島 が  ヴィッセル神戸を2－0で降し9年ぶり5度目の優勝。[4]。
- 26日（現地時間） - 【JFA】アメリカで行われた シービリーブスカップ第3戦で 日本が2-1で アメリカ合衆国降し大会初優勝。[5]。

### 3月
- 16日 - 【Jリーグ】この日行われる予定だった明治安田J3リーグ第5節 松本山雅FC vs. AC長野パルセイロ(サンプロ アルウィン）と福島ユナイテッドFC vs. アスルクラロ沼津（とうほう・みんなのスタジアム）は降雪・積雪の為中止[6][7]。
- 20日 - 【FIFA・AFC】2026 FIFAワールドカップ・アジア3次予選で 日本は埼玉スタジアム2002で バーレーンと対戦して2-0で勝利し、8大会連続8回目のワールドカップ出場が決定。開催地以外では最初に出場が決定[8]。
- 25日 - 【Jリーグ】3月26日に行われる予定だった2025JリーグYBCルヴァンカップ1stラウンド1回戦FC今治 vs. 徳島ヴォルティス（アシックス里山スタジアム）は愛媛県今治市で発生した林野火災の影響により、試合中止を発表[9]。

### 4月
- 5日（現地時間） - 【リーグ・アン】リーグ・アン第28節で1位パリ・サンジェルマンはアンジェに1-0で勝利して4シーズン連続13回目の優勝が決定[10]。
- 18日 - 【Jリーグ】J1・横浜F・マリノスはスティーブ・ホーランド 監督との契約を解除することを発表[11]。
- 27日（現地時間） - 【プレミアリーグ】プレミアリーグ第34節で1位リヴァプールはトッテナム・ホットスパーに5-1で勝利して5シーズンぶり20回目の優勝[12]。

### 5月
- 3日（現地時間） - 【AFC】AFCチャンピオンズリーグエリート2024/25 決勝がサウジアラビア・ジッタのキング・アブドゥッラー・スポーツシティで行われ、アル・アハリが川崎フロンターレに2-0で勝利して初優勝[13]。
- 4日（現地時間） - 【ブンデスリーガ】ブンデスリーガ第32節で2位レバークーゼンはフライブルクと2-2の引き分けとなり、残り2試合で1位バイエルン・ミュンヘンと勝ち点差が8となり、逆転することが不可能となったため、バイエルン・ミュンヘンの2シーズンぶり34回目の優勝が決定[14]。
- 5日 - 【Jリーグ】J1・横浜F・マリノスは後任の監督にパトリック・キスノーボ ヘッドコーチの就任を発表[15]。
- 15日（現地時間） - 【リーガ・エスパニョーラ】リーガ・エスパニョーラ第36節で1位バルセロナはエスパニョールに2-0で勝利して、2シーズンぶり28回目の優勝[16]。
- 17日
  - 【WEリーグ】WEリーグ2024-25シーズン最終節勝点47　得失点差+31だった日テレ・東京ヴェルディベレーザが3-0でジェフユナイテッド千葉レディースに勝ち勝点51　得失点差＋34とした一方、同じく勝点48　得失点差＋27だったINAC神戸レオネッサはノジマステラ神奈川相模原に3-1で　勝点51　得失点差＋29となりWEリーグ初優勝。[17]
  - （現地時間）【AFC】AFC女子フットサルアジアカップ決勝が（ 中国内モンゴル自治区フフホトのフフホトスポーツセンターで行われ、  日本 が タイに対し2-2で延長ピリオドに突入するも、1点づつを取り合い決着つかず、PK戦に突入し3-2で大会初優勝。[18]
- 18日（現地時間） - 【AFC】AFCチャンピオンズリーグ2 2024/25 決勝がシンガポールのビシャン・スタジアムで行われ、 シャールジャがライオン・シティ・セーラーズに2-1で勝利して初優勝[19]。
- 21日
  - 【Jリーグ】J2・愛媛FCは石丸清隆 監督との契約解除を発表[20]。
  - （現地時間）【UEFA】UEFAヨーロッパリーグ 2024-25 決勝がスペイン・ビルバオのサン・マメスで行われ、トッテナム・ホットスパーがマンチェスター・ユナイテッドを1-0で勝利して、41年ぶり3回目の優勝[21]。
- 23日（現地時間） - 【セリエA】セリエA第38節でナポリがカリアリに2-0で勝利して、2シーズンぶり4回目の優勝[22]。
- 27日 - 【Jリーグ】J2・カターレ富山は小田切道治 監督の退任と後任の監督に元監督の安達亮 横浜F・マリノス アシスタントコーチの就任をそれぞれ発表[23]。
- 28日（現地時間） - 【UEFA】UEFAカンファレンスリーグ 2024-25 決勝がポーランド・ヴロツワフのヴロツワフ市立競技場で行われ、チェルシーがベティスに4-1で勝利して、初優勝[24]。
- 31日（現地時間） - 【UEFA】UEFAチャンピオンズリーグ 2024-25 決勝がドイツ・ミュンヘンのフースバル・アレーナ・ミュンヘンで行われ、パリ・サンジェルマンがインテルに5-0で勝利して、初優勝。フランス勢としては1992-93 シーズンのオリンピック・マルセイユ以来32シーズンぶり2回目の優勝。[25]。

### 6月
- 3日 - 【Jリーグ】J3・ツエーゲン金沢は伊藤彰監督との契約を解除し、後任の監督に辻田真輝 強化部長の就任をそれぞれ発表[26]。
- 12日 - 【Jリーグ】J3・奈良クラブは中田一三監督がトレーニング中に選手に対して不適切な行為をしたことが明らかになり、双方合意の上で契約解除し、後任の監督に小田切道治 前カターレ富山監督の就任をそれぞれ発表[27][28]。
- 16日 - 【Jリーグ】J2・V・ファーレン長崎は下平隆宏監督との契約を解除し、後任の監督に元監督の高木琢也 代表取締役 兼 C.R.Oの就任をそれぞれ発表[29]。
- 18日 - 【Jリーグ】J2・モンテディオ山形は渡邉晋監督との契約を解除したことを発表[30]。
- 19日 - 【Jリーグ】J1・横浜F・マリノスはパトリック・キスノーボ監督が退任したことを発表[31]。
- 23日 - 【Jリーグ】J1・アルビレックス新潟は樹森大介監督との契約を前日の6月22日付で解除し、後任の監督に入江徹 コーチの就任をそれぞれ発表[32][33]。
- 24日 - 【Jリーグ】
  - J2・レノファ山口FCは志垣良監督との契約を前日の6月23日付で解除し、後任の監督に中山元気 コーチの就任をそれぞれ発表[34]。
  - J2・愛媛FCは暫定監督だった青野慎也 コーチが正式に監督に就任したことを発表[35]。
  - J1・横浜F・マリノスは後任の監督に大島秀夫 ヘッドコーチの就任を発表[36]。
- 25日 - 【Jリーグ】J2・モンテディオ山形は後任の監督に横内昭展 前ジュビロ磐田 監督就任の就任を発表[37]。

### 7月
- 2日 - 【Jリーグ】J3・FC岐阜は大島康明監督との契約を解除したことを発表[38]。
- 4日 - 【Jリーグ】J3・FC岐阜は後任の監督に石丸清隆 前愛媛FC監督の就任を発表[39]。
- 6日（現地時間） - 【CONCACAF】2025 CONCACAFゴールドカップ・決勝が アメリカ合衆国・ヒューストンのNRGスタジアムで行われ、 メキシコが アメリカ合衆国に2-1で勝利して、2大会連続10回目の優勝[40]。
- 8日 - 【Jリーグ】J3・カマタマーレ讃岐は米山篤志監督を7月6日付けで解任したことと後任の監督に金鍾成 前FC琉球監督の就任をそれぞれ発表[41][42]。
- 13日（現地時間） - 【FIFA】FIFAクラブワールドカップ2025・決勝が アメリカ合衆国・ニュージャージー州イーストラザフォードのNYNJスタジアムで行われて、チェルシーがパリ・サンジェルマンに3-0で勝利して、3大会ぶり2度目の優勝[43]。
- 15日 - 【EAFF】EAFF E-1サッカー選手権男子第3節で 日本は 韓国に1-0で勝利して、通算成績を3勝0敗として2大会連続3回目の優勝[44]。
- 16日 - 【EAFF】EAFF E-1サッカー選手権女子第3節で 日本、 中国、 韓国が共に1勝2分となり、当該国間の対戦成績で韓国が8大会ぶり2回目の優勝[45]。
- 23日 - 【Jリーグ】J1・横浜FCは四方田修平監督の解任と後任の監督に三浦文丈コーチの就任をそれぞれ発表[46][47]。
- 27日（現地時間） - 【UEFA】UEFA女子ユーロ・決勝が スイス・バーゼルのザンクト・ヤコブ・パルクで行われ、 イングランドと スペインは1-1となり、延長でも決着が付かず、PK戦の末イングランドが3-1で勝利して，2大会連続2回目の優勝[48]。
- 31日 - 【JFA・JCUF】 日本クラブユースサッカー選手権 (U-18)大会決勝がニッパツ三ツ沢球技場で行われ、鹿島アントラーズユースがベガルタ仙台ユースに3-0で勝利して初優勝[49]。

### 8月
- 2日  - 【JFA・高体連】
  - 全国高等学校総合体育大会男子決勝がJヴィレッジスタジアムで行われ、神村学園（鹿児島県）が大津（隈本）に1－1で延長に入り、延長でも1点づつ取り合い決着つかず2－2でPK戦の末7－6で神村学園が初優勝。[50]
  - 女子決勝は北海道日鋼室蘭スポーツパークで行われ大商学園（近畿第1・大阪）が2－2で延長に入り3－2で常葉大橘（東海第1・静岡）を降し3年ぶり2回目の優勝。[51]
- 10日 - 【WEリーグ】この日行われる予定だったSOMPO WEリーグ第1節 ノジマステラ神奈川相模原 vs. ジェフ千葉レディースは雷雨のため中止を発表[52]。
- 11日 - 【Jリーグ】J2・北海道コンサドーレ札幌は岩政大樹監督との契約解除と後任の監督に柴田慎吾 U-18監督の就任をそれぞれ発表[53][54]。
- 18日 - 【Jリーグ】J2・大分トリニータは片野坂知宏監督との契約をこの日付で解除と後任の監督に竹中穣 ヘッドコーチの就任をそれぞれ発表[55]。

## 予定
※はフットサルの大会である。日本サッカー協会(JFA)はフットサルをサッカーの1カテゴリとして扱っている。

### 開催中
- 2月14日-12月6日
  - 【Jリーグ】明治安田J1リーグ
- 2月15日-11月29日
  - 【Jリーグ】明治安田J2リーグ
- 2月15日-11月29日
  - 【Jリーグ】明治安田J3リーグ
- 3月8日 - 11月23日
  - 【JFL】第27回日本フットボールリーグ
- 3月15日 - 10月12日
  - 【なでしこリーグ】なでしこリーグ1部
- 3月15日 - 10月18日
  - 【なでしこリーグ】なでしこリーグ2部
- 3月20日 - 
  - 【Jリーグ】JリーグYBCルヴァンカップ
- 5月24日 - 11月22日
  - 【JFA】天皇杯 JFA 第105回全日本サッカー選手権大会
- 5月31日 - 2026年3月1日
  - ※【Fリーグ】メットライフ生命Fリーグディビジョン1
- 6月14日 - 12月27日
  - ※【Fリーグ】メットライフ生命Fリーグディビジョン2
- 6月14日 - 2026年2月8日
  - ※【女子Fリーグ】メットライフ生命女子Fリーグ
- 8月9日 - 2026年5月17日
  - 【WEリーグ】2025/26 SOMPO WEリーグ

### 9月
- 27日 - 10月19日
  - 【FIFA】2025 FIFA U-20ワールドカップ（ チリ）

### 10月
- 11日 - 15日
  - 【JFA・全社】第61回全国社会人サッカー選手権大会（青森県）
- 17日 - 11月8日 
  - 【FIFA】2025 FIFA U-17女子ワールドカップ（ モロッコ）

### 11月
- 3日 - 27日
  - 【FIFA】2025 FIFA U-17ワールドカップ（ カタール）
- 7日 - 24日
  - 【JFA・全社・地域】全国地域サッカーチャンピオンズリーグ2025（岩手県・福井県・高知県・千葉県）
- 8日 - 2026年1月1日
  - 【JFA】皇后杯 JFA 第47回全日本女子サッカー選手権大会
- 21日 - 12月7日
  - 【FIFA】2025 FIFAフットサル女子ワールドカップ（ フィリピン）
- 30日
  - 【JFL・地域】JFL・地域リーグ入れ替え戦

### 12月
- 7日 - 13日
  - 【Jリーグ】J1昇格プレーオフ
- 7日 - 14日
  - 【Jリーグ】J2昇格プレーオフ
- 7日 - 14日
  - 【Jリーグ・JFL】J3・JFL入れ替え戦

## ナショナルチームによる国際大会

### 年代別代表
AFC U20アジアカップ2025
- 2月12日 - 3月1日（ 中国）
  -  オーストラリア（初優勝）[56]

### 女子
シービリーブスカップ2025
- 2月20日 - 26日（ アメリカ合衆国）
  - 優勝 日本（3戦全勝）

### フットサル
2025 AFC女子フットサルアジアカップ
- 5月6日 - 17日（ 中国）
  -  日本 （初優勝）[18]

## クラブチームによる国際大会
UEFAチャンピオンズリーグ 2024-25
- 5月31日（決勝）
  -  パリ・サンジェルマン（初優勝）[25]

FIFAクラブワールドカップ2025
- 7月13日（決勝）
  -  チェルシー（3大会ぶり2回目）

## 日本

### クラブチームによる国内大会

#### 男子
FUJIFILM SUPER CUP 2025
- 2月8日・国立競技場
  - サンフレッチェ広島 2 - 0 ヴィッセル神戸[4]。
    - サンフレッチェ広島は9年ぶり5回目の優勝

#### 女子
皇后杯 JFA 第46回全日本女子サッカー選手権大会
- 決勝 1月25日・エディオンピースウイング広島
  - 三菱重工浦和レッズレディース 1 (PK:5 - 4) 1 アルビレックス新潟レディース[3]。
    - 三菱重工浦和レッズレディースは3年ぶり2回目の優勝

WEリーグ2024-25
- 2024年9月14日 - 2025年5月17日
  - 日テレ・東京ヴェルディベレーザ　勝点:51　得失点差+34[17]
    - 日テレ・東京ヴェルディベレーザは初優勝

#### 学生・ユースクラブ
第33回全日本高等学校女子サッカー選手権大会
- 決勝 1月7日・ノエビアスタジアム神戸
  - 藤枝順心（静岡第2） 5 - 0 神村学園（鹿児島）[1]
    - 藤枝順心高校は3年連続8回目の優勝

JFA 第28回全日本U-18女子サッカー選手権大会
- 決勝 1月11日・J-GREEN堺 S1
  - 日テレ・東京ヴェルディメニーナ（関東第1/東京） 3 - 1 INAC神戸レオンチーナ（関西第1/兵庫）
    - 日テレ・東京ヴェルディメニーナは2年ぶり11回目の優勝

第103回全国高等学校サッカー選手権大会
- 決勝 1月13日・国立競技場
  - 前橋育英（群馬） 1（PK9 -8） 1 流通経済大柏（千葉)　[2]
    - 前橋育英高校は7年ぶり2回目の優勝

第49回日本クラブユースサッカー選手権 (U-18)大会
- 決勝 7月31日・ニッパツ三ツ沢球技場
  - 鹿島アントラーズユース（関東地方第4・ 茨城） 3 - 0 ベガルタ仙台ユース（関東第1・宮城)　
    - 鹿島アントラーズユースは初優勝

令和7年度全国高等学校総合体育大会
- 男子決勝 8月2日・福島県双葉郡広野町・Jヴィレッジスタジアム
  - 神村学園（鹿児島）  2-（PK7－6） 2大津（熊本）[50]
    - 神村学園は初優勝。
- 女子決勝 8月3日・北海道室蘭市・日鋼室蘭スポーツパーク　
  - 大商学園（近畿第1・大阪） 3 -(延長） 2 常葉大橘（東海第1・静岡）[51]　
    - 大商学園は3年ぶり2回目の優勝

## 死去
カッコ内は生年
- 4月1日 -  レアンドロ・ドミンゲス・バルボーザ（* 1983年）[58]、柏レイソル、横浜FC、名古屋グランパス元選手。
- 6月25日 -  森下仁之 （*1967年）[59]、元ツエーゲン金沢、ギラヴァンツ北九州監督。
- 7月3日 -  ディオゴ・ジョッタ（* 1996年）[60]、ポルトガル代表、リヴァプール選手。
- 8月10日 -  釜本邦茂 （* 1944年）[61]、元日本代表、元ガンバ大阪監督。